# Arlington Baths Club

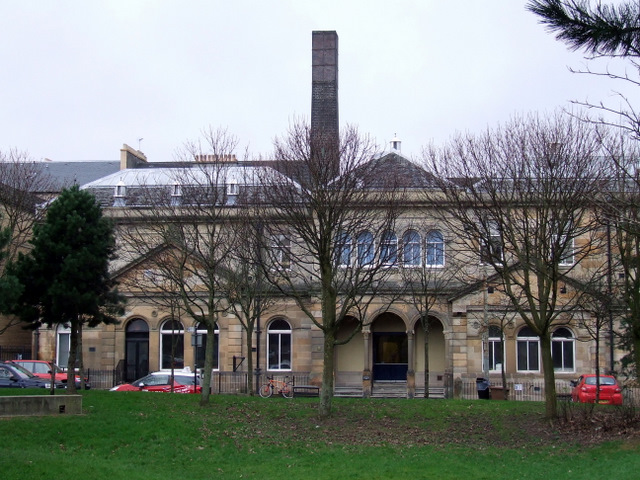
Arlington Baths Club

Der Arlington Baths Club ist ein Schwimmverein in der schottischen Stadt Glasgow. Er nutzt die gleichnamige Badeanstalt, die 1986 in die schottischen Denkmallisten zunächst in der Kategorie B aufgenommen wurden. Die Hochstufung in die höchste Denkmalkategorie A erfolgte 2013.

## Geschichte
1804 eröffnete das erste Hallenbad Glasgows. Insbesondere in der zweiten Hälfte des 19. Jahrhunderts erfreute sich der Schwimmsport in der Stadt zunehmenden Zuspruchs. So eröffnete am 1. August 1871 mit dem Arlington Baths Club vermutlich der erste private Schwimmverein des Vereinigten Königreichs in Glasgow. Er richtete sich vornehmlich an die wachsende Mittelschicht der prosperierenden Stadt. Im Jahre 1875 verzeichnete der Verein bereits 600 Mitglieder. Auf Grund der Popularität eröffneten im folgenden Jahrzehnt zahlreiche weitere Schwimmvereine in der Stadt. Darunter auch der Western Baths Club.
Den Entwurf für das Gebäude lieferte der schottische Architekt John Burnet. 1875 wurde ein türkisches Bad hinzugefügt. Bei einer Aufstockung durch Andrew Myles im Jahre 1893 entstanden ein Lesesaal und ein Billardsalon. 1902 wurden Teile der Nordfassade durch Benjamin Conner neu gestaltet und das Gebäude 1940 durch Alexander David Hislop überarbeitet.

## Beschreibung
Der Arlington Baths Club befindet sich an der Arlington Street nordwestlich des Glasgower Zentrums. Das Gebäude ist klassizistisch ausgestaltet, zeigt jedoch auch Neorenaissancedetails. Herzstück bildet das 21 Meter lange Schwimmbecken mit Terrazzo. Erhalten sind ursprüngliche Installationen wie ein Trapez, Turnringe und Hinweisschilder aus Messing. Der offene Dachstuhl zeigt die Holzkonstruktion. Das türkische Bad läuft in einem bienenkorbförmigen Dach mit gusseisernem Ventilationsschacht aus.

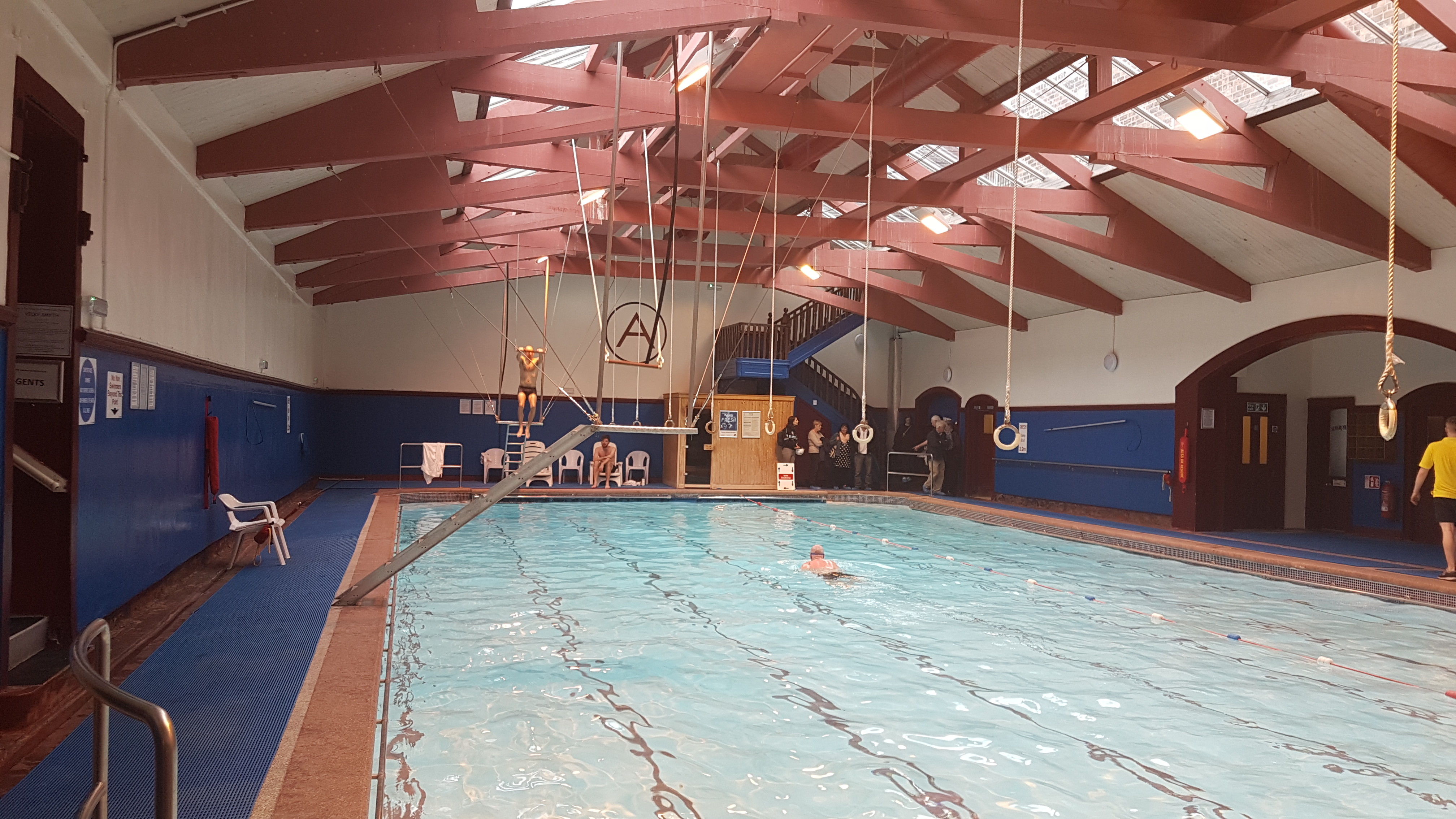
Schwimmbecken
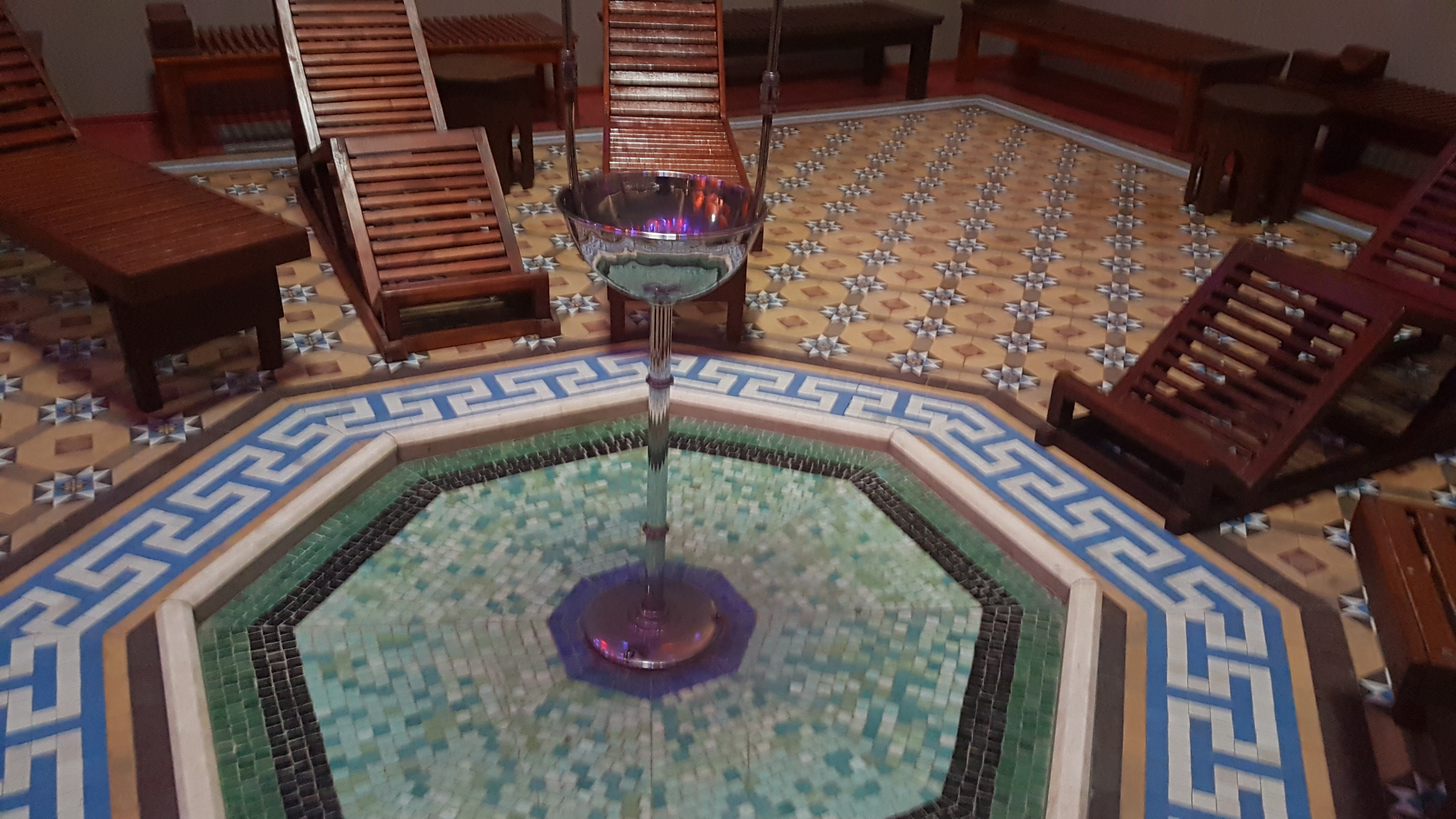
Türkisches Bad